# Ameshoff
Ameshoff is een patriciërsgeslacht oorspronkelijk afkomstig uit Bentheim Noordrijn-Westfalen (Duitsland). 

## Geschiedenis
De familie Ameshoff had eind 16de eeuw een positie ingenomen in de regering van Bentheim. Herman Ameshoff (1660-1719) werd in 1660 te Gildehaus geboren en verhuisde in 1686 naar Amsterdam. Hij trouwde met Cornelia Aartsen, waarmee hij drie kinderen kreeg. Hun kind Arnoldus Ameshoff (1689-1728) stond aan de basis van enkele invloedrijke telgen die het geslacht Ameshoff voortbracht. Het geslacht Ameshoff werd eind 19de eeuw opgenomen in het Stam- en Wapenboek van A.A. Vorsterman van Oijen. In de 20ste eeuw werd de familie in de eerste editie van 1910 opgenomen in het genealogische naslagwerk Nederland's Patriciaat. Hierna volgde heropname in editie: 9.

## Enkele telgen
- Arnoldus Ameshoff (1689-1728) mede-bewindhebber der Oost-Indische Compagnie
  - Hermanus Ameshoff (1715-1782) vermogend koopman
    - Ludovicus Hamerster (Louis) Ameshoff (1781-1842) was een Nederlands koopman, bestuurder en politicus 
      - Hermans Ameshoff (1783-1843) Ridder der Orde van den Nederlandschen Leeuw

Geslachten die opgenomen zijn in het sinds 1910 verschijnende genealogische naslagwerk Nederland's Patriciaat. Lijst volgens opgave van het CBG Centrum voor familiegeschiedenis.
A · B · C · D · E · F · G · H · I · J · K · L · M · N · O · P · Q · R · S · T · U · V · W · Y · Z